# Virginia Wade
Sarah Virginia Wade (født 10. juli 1945 i Bournemouth, Storbritannien) er en kvindelig tennisspiller fra Storbritannien. Hun var en af verdens bedste kvindelige tennisspillere i slutningen af 1960'erne og i 1970'erne og vandt i løbet af sin karriere syv grand slam-titler: tre i damesingle og fire i damedouble.
Hun vandt 55 WTA-turneringer i single i sin karriere. I WTA Tour Championships blev hun mester i damedouble i 1975 med Margaret Court som makker.
Hendes bedste placering på WTA's verdensrangliste i damesingle var som nr. 2 den 3. november 1975.
Virgina Wade var med på det britiske Federation Cup-hold, der var i finalen i 1967, 1971, 1972 og 1981, men som i alle fire tilfælde tabte finalen.
Hun blev i 1989 valgt ind i International Tennis Hall of Fame.